# Necròpolis de Ceuró

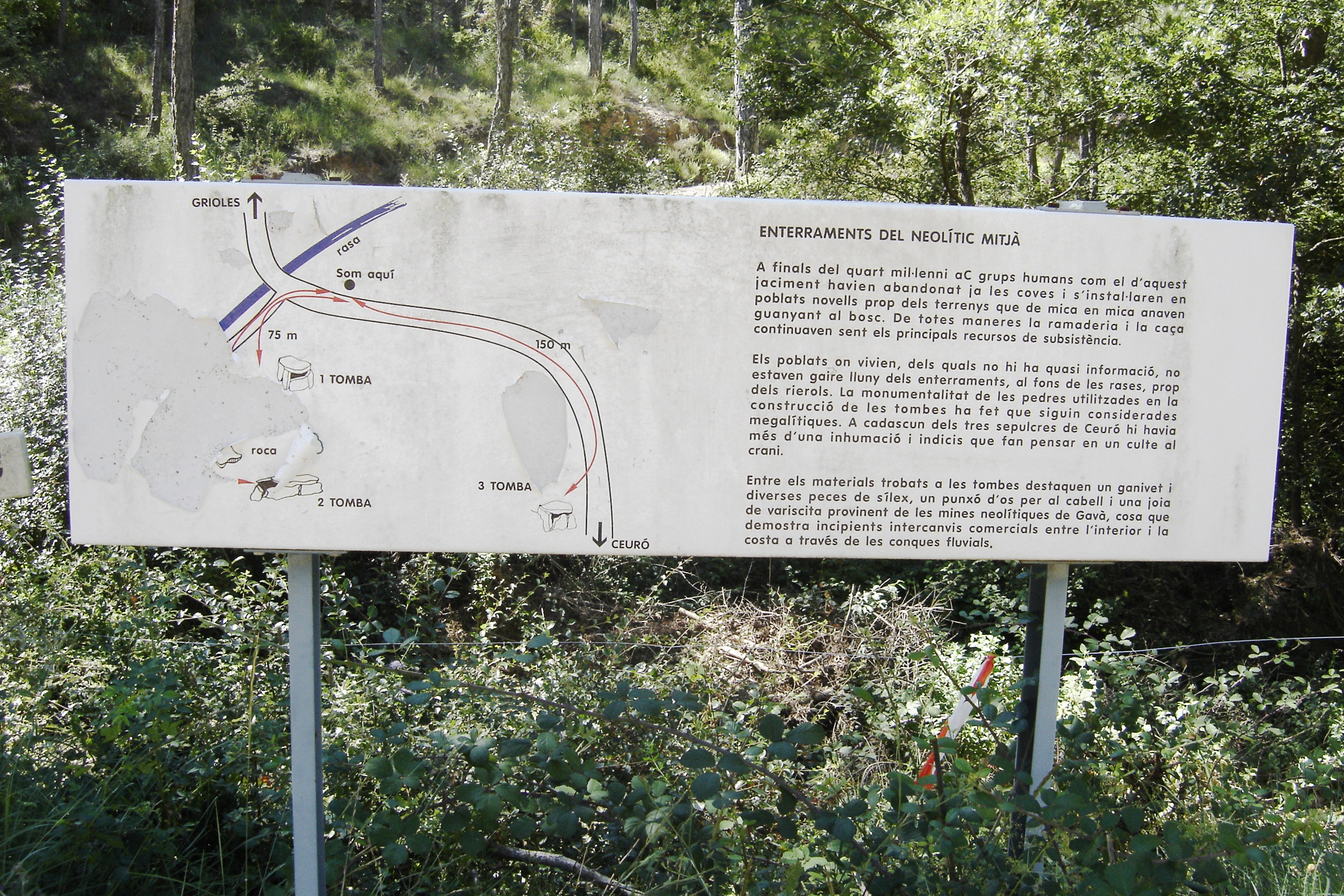
Cartell informatiu que hi ha a la necròpolis

La necròpolis de Ceuró és un conjunt de tres  cistes pertanyent al Neolític mitjà entre el 3.500 i el 2500 aC. que està ubicada a la riba dreta de la rasa de les Grioles, a 1 km al SE del poblet de Ceuró (Castellar de la Ribera, Solsonès, declarades Espai de Protecció Arqueològica.

## Cista I

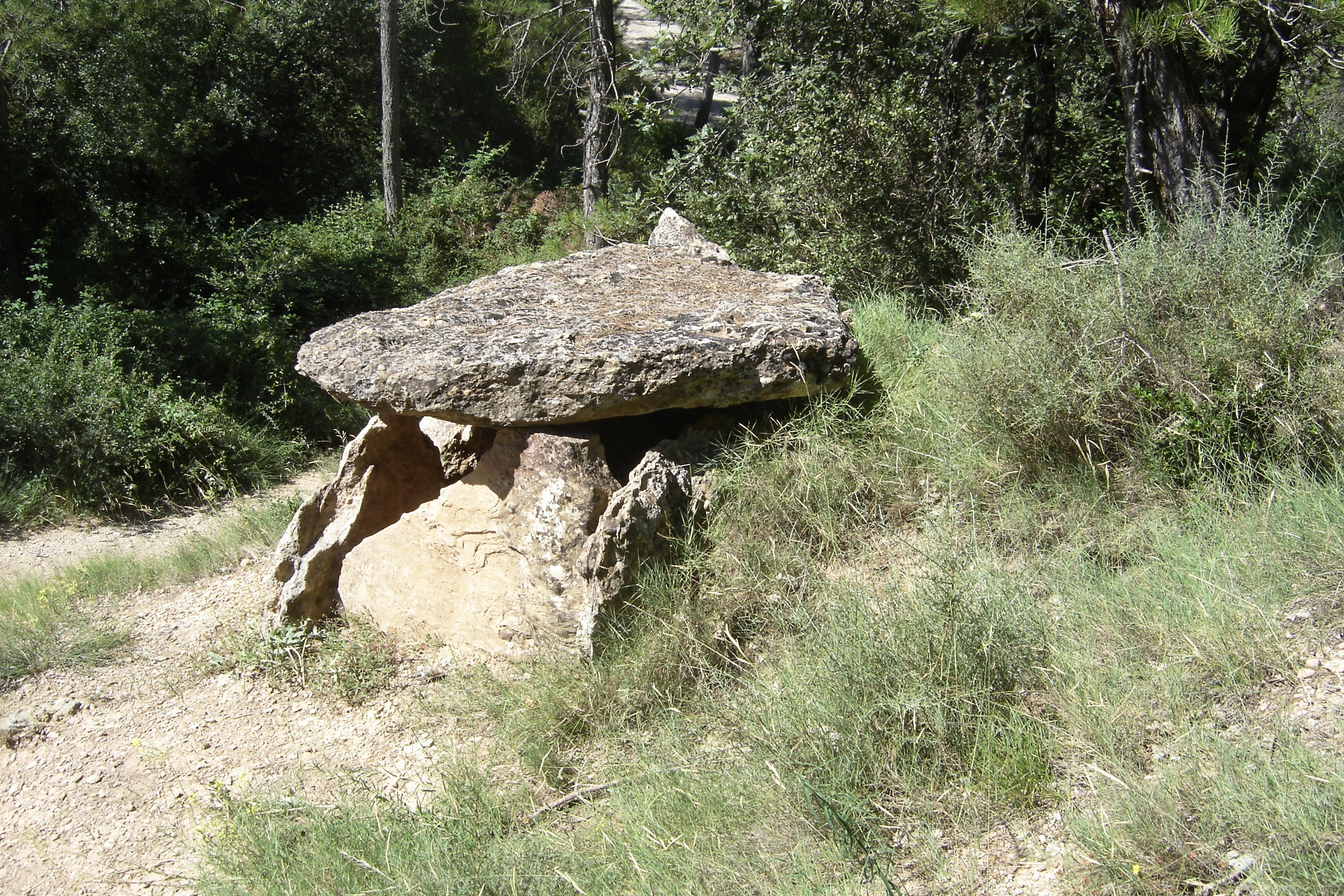
La denominada Cista I

Sepulcre de planta rectangular, compost per 2 parells de lloses als costats sud-oest i nord-est i tancat per una llosa orientada al nord-est. És cobert per una altra llosa que molt possiblement estigui situada en el seu emplaçament primigeni tot i que és molt probable que per efectuar els enterraments es deuria retirar.
L'interior de la cambra sepulcral amida 1,60 m de llargada, 0,80 m. d'amplada i 0,65 m d'alçada.

## Cista II
Sepulcre també de planta rectangular que fou aixecat en el tall d'un marge. Està compost per una llosa orientada a l'est que fa les funcions de capçalera, tres lloses laterals orientades al sud i una quarta llosa orientada a l'oest que obstrueix l'entrada. De la coberta se'n conserva la part de llevant.
L'interior de la cambra sepulcral amida 2,30 m de llargada, 0,60 m. d'amplada i 0,80 m d'alçada.

## Cista III
Sepulcre de planta quadrangular obert en un marge compost per quatre lloses verticals i una llosa que fa de coberta.
L'interior del sepulcre amida 0.95 m de llargada, 0,90 m. d'amplada i 0,80 m d'alçada.